# Jugendverkehrsschule

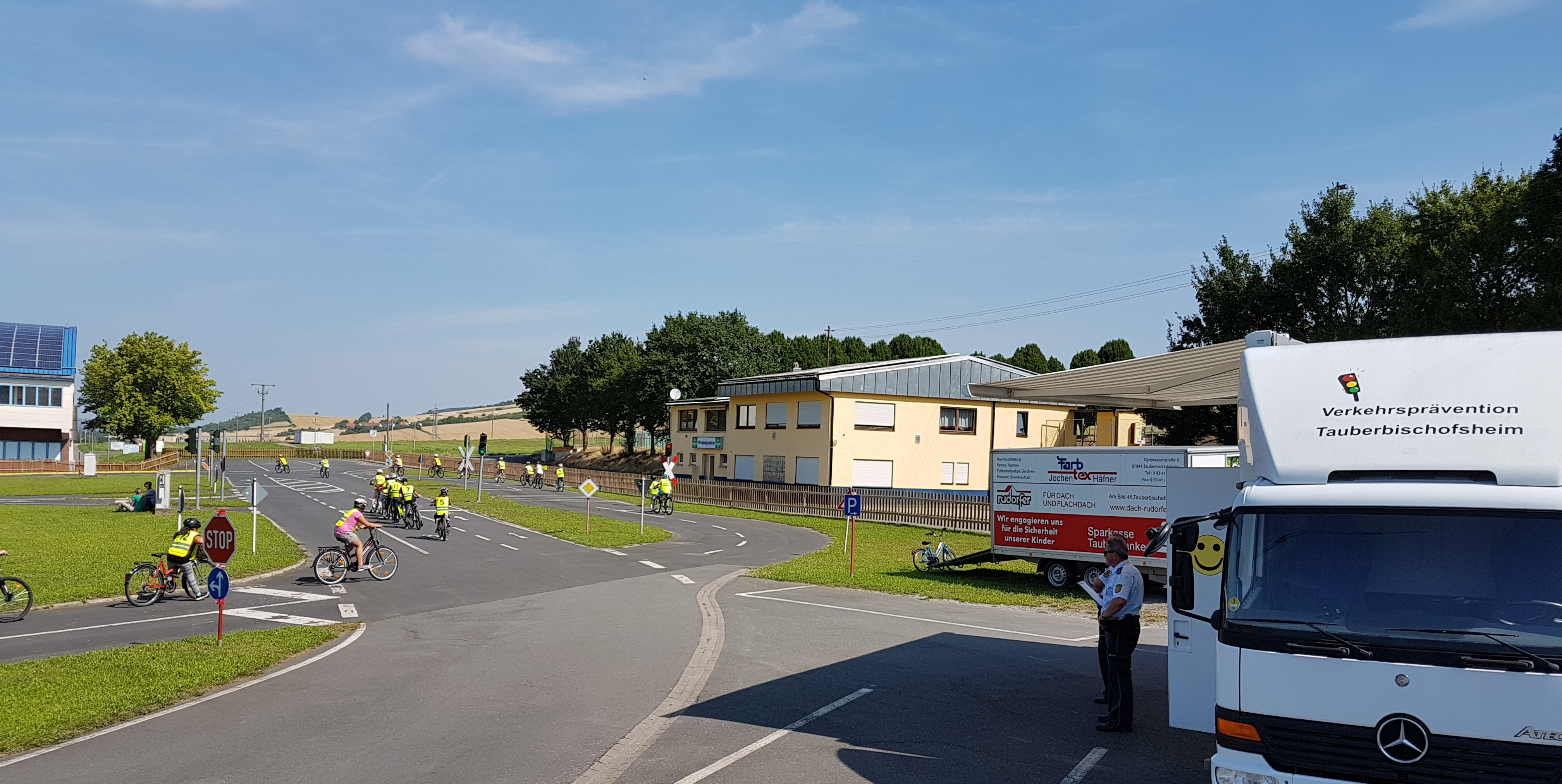
Eine Jugendverkehrsschule in Kooperation mit der Deutschen Verkehrswacht

Jugendverkehrsschulen (JVS), auch Verkehrsgärten, sind Institutionen, die der Förderung der Verkehrsmündigkeit von Kindern und Jugendlichen dienen sollen. Es handelt sich in der Regel um Einrichtungen in kommunaler Trägerschaft, die in Deutschland fachlich meist von der Deutschen Verkehrswacht e.V. betrieben und betreut werden. Sie finden sich in den Gemeinden häufig an Schulen angegliedert oder zumindest in deren Nähe angesiedelt und können auf diese Weise deren Gelände und deren Räumlichkeiten mitbenutzen sowie auf deren Personal zurückgreifen. Jugendverkehrsschulen stellen keine Konkurrenz, sondern eine Ergänzung zu der schulischen Verkehrserziehung dar.

Eingang zur Jugendverkehrsschule Rostock

## Verbreitung
Jugendverkehrsschulen entstanden bereits in den 1950er Jahren sowohl im Osten als auch im Westen Deutschlands. Es gibt sie ebenfalls in Österreich wie auch in der Schweiz sowie nahezu flächendeckend in Europa. Nach Auskunft der hauptverantwortlichen Deutschen Verkehrswacht arbeiteten im Jahre 2013 allein auf deutschem Gebiet etwa 800 Jugendverkehrsschulen. Die auch als Verkehrsgarten bezeichnete Jugendverkehrsschule von Rostock existiert schon seit 1957, die von Freiburg im Breisgau, wie auch der damals sogar mit einer Straßenbahn versehene Verkehrsgarten von Frankfurt seit dem Jahr 1960. In Mönchengladbach entstand 1961 die erste Jugendverkehrsschule. Angesichts klammer Kassen der Kommunen beklagen allerdings zunehmend Betreiber den langsamen Verfall ihrer Schulungsgebäude wie etwa in Rüsselsheim. Neben den stationären gibt es auch sogenannte mobile Jugendverkehrsschulen wie die im österreichischen Obertilliach, die den osttiroler Kindern in einem weiteren Umkreis zu ihrer freiwilligen Radfahrprüfung verhilft.

## Einrichtungen

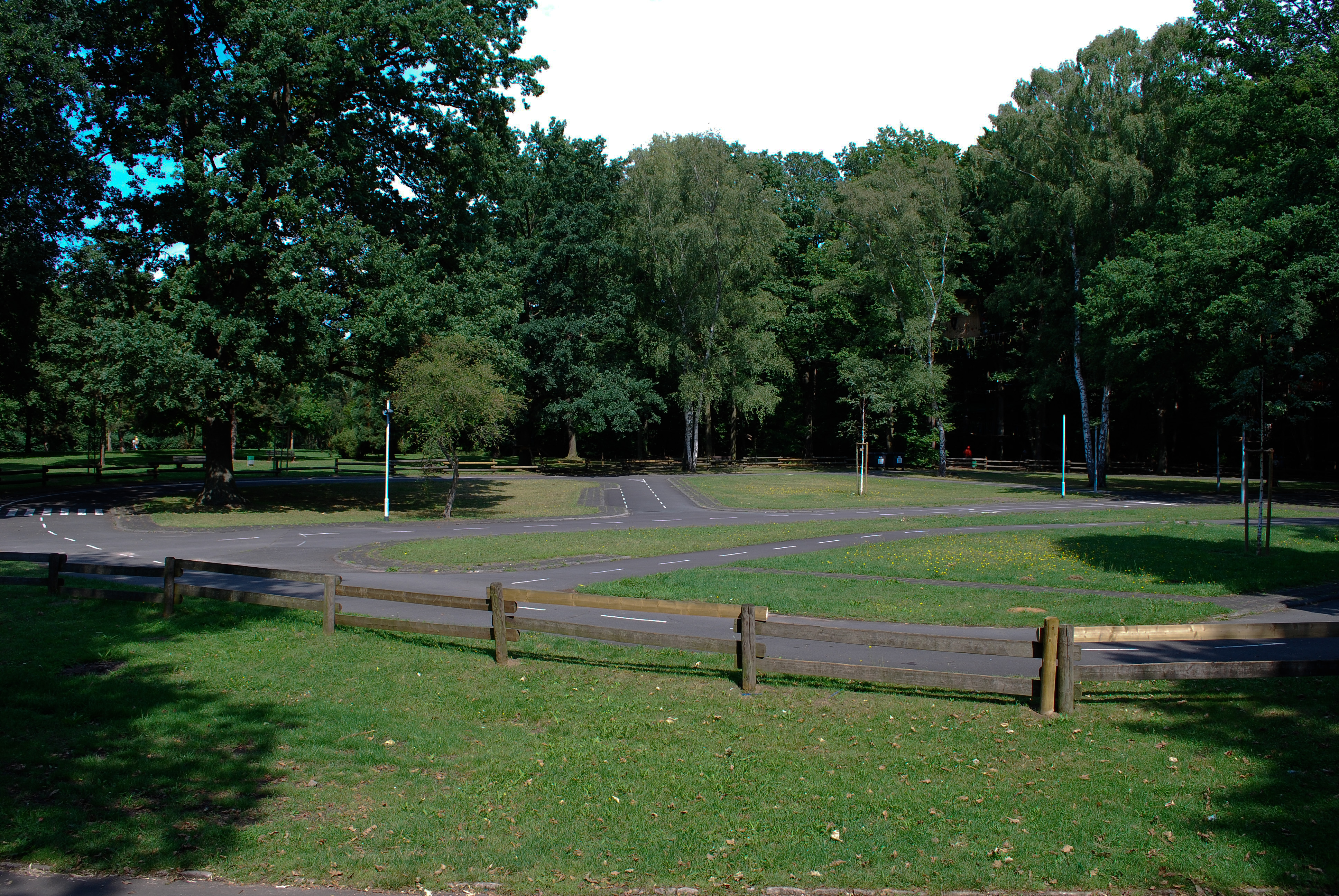
Verkehrsübungsplatz der Jugendverkehrsschule Offenbach/Main

Die Minimalausstattung einer Jugendverkehrsschule besteht aus einem Verkehrsübungsplatz und einem überdachten Schulungsraum. Der Übungsplatz ist dem realen Verkehr, zu dem er hinführen soll, in Miniatur nachgebildet. In einem vom gefährlichen Straßenverkehr getrennten Schonraum finden sich dort Straßen, Gehwege, Einmündungen, Kreuzungen, Verkehrskreisel, Zebrastreifen, Verkehrszeichen, Ampelanlagen wie im richtigen Verkehr. So können Vorfahrtsregeln, das Abbiegen, Fußgänger- wie Radfahrtechniken gefahrlos auf spielerische Weise erlernt werden.
Die überdachten Räumlichkeiten sind wie klassische Schulzimmer mit beweglichen Stühlen, Tischen, Tafeln, Pinnwänden sowie den notwendigen Anschauungs- und Arbeitsmaterialien ausgestattet. Zudem stellen die Gemeinde bzw. die über Spenden finanzierte Deutsche Verkehrswacht verkehrsspezifische Materialien und Handwerkzeug, etwa für einfache Fahrradreparaturen, oder Bilder, Folien und Filme für Problemdiskussionen zur Verfügung. Der Schulungsraum bietet Gelegenheit für jede Art Fragen und Austausch zur Lebenswelt des Verkehrs und ist Ort der Theorieprüfungen.

## Zielsetzungen
Die Verkehrspsychologie sammelt systematisch Erkenntnisse zum Verkehrsverhalten der Verkehrsteilnehmer. Das daraus sich ergebende Spektrum der Zielsetzungen und die geeigneten Vermittlungsformen werden von der Verkehrsdidaktik wissenschaftlich erarbeitet und formuliert.
Im Unterschied zu den vornehmlich vom ADAC betriebenen Fahrsicherheitszentren, in denen besonders gefährliche Verkehrssituationen wie schwierige Straßenverhältnisse, Straßenglätte, Aquaplaning simuliert und ein entsprechendes Verkehrs- und Fahrverhalten wie Bremsmanöver und Kurventechnik trainiert werden, befassen sich die Jugendverkehrsschulen mit dem alltäglichen Verkehrsgeschehen. Sie bereiten auf das Fußgängerdiplom und die Radfahrprüfung vor und gestalten die Ausbildung dazu in spannenden Lernepisoden und Aufgaben, etwa in abwechslungsreichen Geschicklichkeitsparcours, in Quizform oder (bei Regen) in kreativen Gestaltungen wie dem Dichten von Verkehrsfabeln oder dem Spiel mit dem Verkehrskasper.
Die Fahrsicherheitszentren wollen keine Konkurrenz zu den Fahrschulen und die Jugendverkehrsschulen keine Alternative zu der Verkehrserziehung der Allgemeinbildenden Schulen sein, sondern diese sinnvoll ergänzen. Dazu wird die räumliche Nähe und personelle Kooperation angestrebt. Polizeibeamte und Lehrer teilen sich die wichtige Erziehungsaufgabe und profitieren dabei gleichzeitig von den gegenseitigen methodischen Erfahrungen und der verkehrstechnischen Ausstattung.
Zu den Aufgaben zählen neben der physischen, technischen, mentalen und emotionalen Verkehrsertüchtigung auch der selbstständige Umgang mit der Verkehrssicherheit des eigenen  Fahrzeugs, etwa der Sicherheitsüberprüfung des Fahrrads einschließlich der Befähigung zu kleineren Reparaturen. Es gehört dazu das Erlernen einer partnerschaftlichen Kommunikation in Form von Verständigungsformen über Verkehrsabsichten im alltäglichen Straßenverkehr.  Und es gehört dazu die Stärkung des Bewusstseins, dass sinnvolles Verkehren nie gegeneinander, sondern immer nur miteinander sinnvoll ist und Freude macht.